# Wanderers Football Club
Vous lisez un « article de qualité » labellisé en 2012.
Pour les articles homonymes, voir Wanderer.
Maillots
Dernière mise à jour : 25 mai 2012.
Le Wanderers Football Club est un club de football anglais, actif entre 1859 et 1887. Principalement composée d’élèves des écoles privées de Londres, l’équipe des Wanderers a dominé les premières années du football anglais, en remportant notamment les deux premières éditions de la Football Association Challenge Cup.
Jusqu’à la première édition de la Coupe d’Angleterre, lancée fin 1871, le club ne joue que des rencontres amicales, les règles variant de match en match. Même après la formation de la Fédération anglaise de football en 1863, dont les Wanderers sont un des membres fondateurs, le club continue à pratiquer le football avec des règles différentes de celles de la fédération. Il devient néanmoins une des équipes de pointe du football anglais : outre ses deux premières éditions, les Wanderers remportent trois victoires successives en Coupe d’Angleterre en 1876, 1877 et 1878, un exploit qui n’a été répété qu’une seule fois depuis.
Parmi les joueurs qui ont porté ce maillot, deux ressortent tout particulièrement : Charles Alcock, souvent considéré comme le « père du football moderne », et Arthur Kinnaird, 11e Lord Kinnaird, considéré comme le plus grand joueur des premières années du football. En accord avec leur nom qui signifie « les Vagabonds », les Wanderers n’ont jamais eu de stade attitré et ont joué sur différents terrains de Londres et de ses environs.
Au milieu des années 1880, le club perd de sa superbe et commence à décliner. Les dernières années, il ne dispute plus qu’un seul match par an contre Harrow School, l’école d’origine d’un grand nombre des membres du club. Les Wanderers disparaissent complètement après décembre 1887… pour renaître 122 ans plus tard, en 2009. Le club participe depuis à des matchs caritatifs en faveur de l’UNICEF et dispute un championnat amateur régional.

## Histoire

### Formation du club

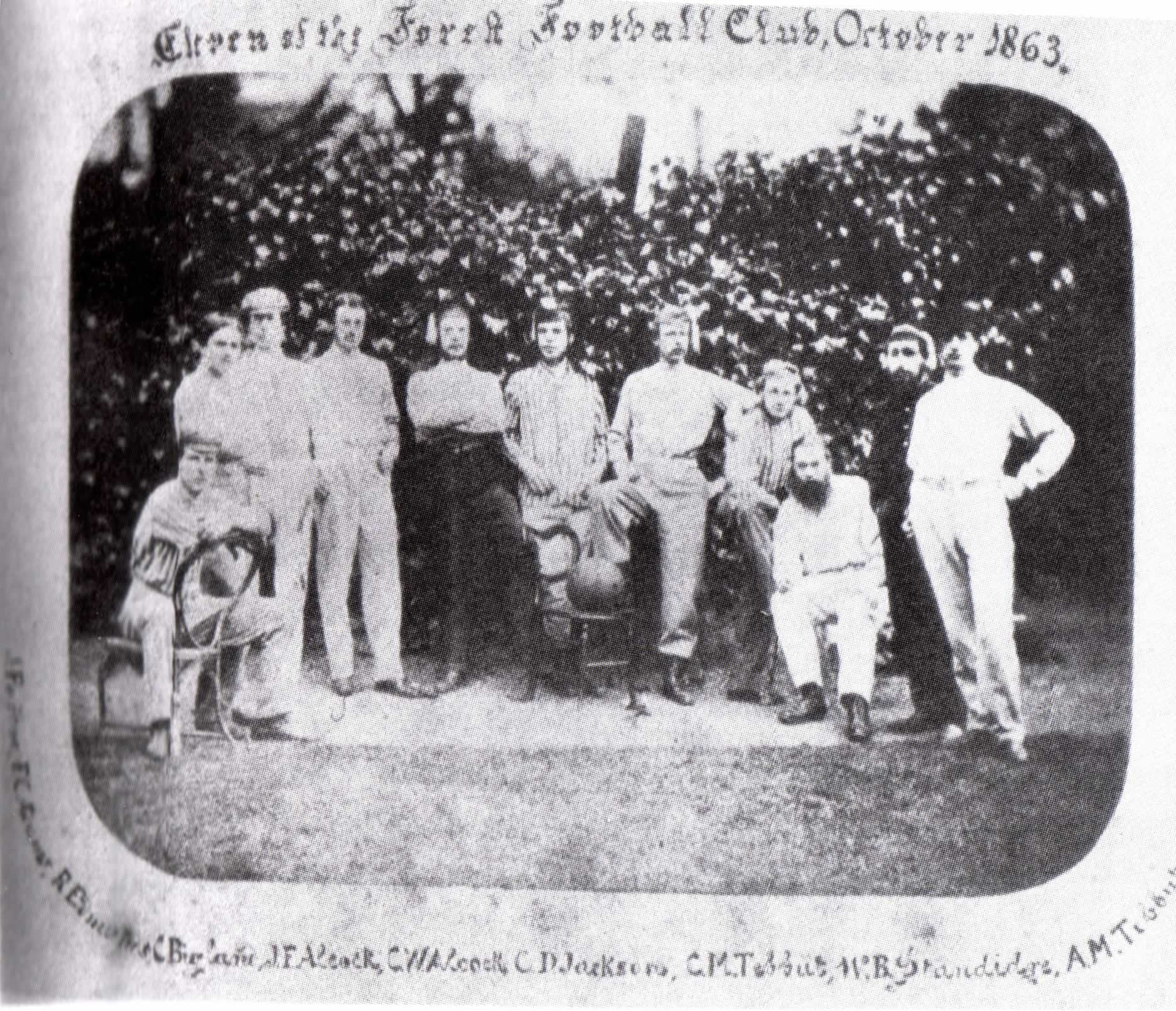
La seule photo connue de l’équipe, prise en 1863 alors que le club porte encore le nom de Forest Football Club.

Le club est créé sous le nom de Forest Football Club en 1859 par quelques élèves des écoles privées de Londres, dont Charles Alcock, qui a terminé son cursus scolaire à Harrow School la même année. Les sources sur le club sont très rares. Les deux principales sont le journal Bell's Life and Sporting Chronicle et les écrits de Charles Alcock lui-même, par l’intermédiaire de son livre The Book of Football publié en 1906. Au cours de ses deux premières années d’existence, les footballeurs se réunissent à Snaresbrook, près d’Epping Forest, vraisemblablement sur un terrain appartenant au comte de Mornington. Les premiers temps du Forest FC consistent en une série de rencontres informelles et amicales : les footballeurs inscrits au club forment des équipes qui s’affrontent entre elles. Grâce à ces matchs amicaux, le club édite en 1861 une série de règles sur le jeu pratiqué en son sein. Basées sur celles de Cambridge adoptées en 1848, elles sont très proches de celles de Harrow School.
La première rencontre du Forest FC contre une autre équipe a lieu le 15 mars 1862 contre le Crystal Palace et se termine par une victoire de Forest. Ce match, ainsi que le match retour joué le mois suivant, sont disputés par des équipes de 15 joueurs,. En effet, à cette époque, les règles en vigueur pour le football ne sont pas encore complètement stabilisées. Le football n’est pas encore codifié et plusieurs variantes cohabitent, notamment quant au nombre de joueurs présents dans les équipes, l’interdiction ou pas d’utiliser les mains ou la méthode utilisée pour marquer un but.
1863 est une année charnière pour le club. Deux de ses membres le représentent lors de la fondation de la fédération d'Angleterre de football. Le club adopte les règles mises en avant par cette dernière et occupe grâce à l’influence de ses dirigeants une position forte dans le football londonien. Il dispute sa première saison d’ampleur avec dix matchs ; le Forest FC en remporte sept et fait trois fois match nul. Il n’encaisse que deux buts, les deux au cours du même match. Le 9 janvier 1864, la toute nouvelle fédération anglaise organise le premier match officiel soumis à ses règles. Deux équipes créées pour l’occasion s’affrontent : l’une est sélectionnée par le président de la fédération, l’autre par le secrétaire. Parmi les joueurs choisis, plusieurs représentent le Forest FC : A. Pember, C. Alcock et A. M. Tebbut dans l’équipe du président et J. F. Alcock et C. M. Tebbut dans celle du secrétaire. Charles Alcock marque les deux buts de la partie.
Le 2 avril 1864, le club joue son premier match sous le nom de Wanderers Football Club contre le No Name Club de Kilburn, un quartier de Londres. Alcock, qui vient de succéder à Mackenzie au poste de secrétaire des Wanderers, a décidé, peut-être à cause du coût élevé de la maintenance d’un stade, de faire de son club un club « sans domicile fixe », c’est-à-dire sans terrain de référence pour ses matchs joués à domicile. De nombreux membres du club s’opposent à cette décision, en vain. Des personnalités pourtant parmi les plus importantes de l’« ère Forest » disparaissent immédiatement des annales, comme F. Alcock, le frère de Charles Alcock, mais aussi J. Pardoe et le secrétaire du Forest A. W. Mackenzie. La transformation a donc occasionné une véritable scission dans le groupe qui existait depuis 1859. L’autre raison de la transformation du club pourrait être son « ouverture » aux footballeurs non directement issus de Harrow School ou des grands établissements scolaires fréquentés par l’aristocratie londonienne. Toutefois, cette primauté donnée aux « Old Harrovians » ne semblait déjà plus la règle depuis 1863, car seuls sept membres de l’équipe sur les vingt-neuf qui ont joué la saison 1863–1864 étaient d’anciens élèves de cette école. Mais la transition entre les deux clubs ne se fait pas immédiatement. Lors de la saison suivante, l’équipe du club joue sous les deux noms, Forest et Wanderers. On retrouve même la trace d’un match joué entre les deux appellations. Après 1865, il n’existe plus de trace d’un match disputé sous le nom de Forest FC. Les Wanderers obtiennent de bons résultats : ils ne perdent qu’un seul match sur les seize joués lors de la saison 1865–1866. Les quatre années qui suivent sont beaucoup plus compliquées. Les résultats déclinent significativement et Alcock éprouve de plus en plus de difficultés à réunir onze joueurs pour disputer les rencontres du club. Il lui arrive même d’emprunter des joueurs aux équipes adverses. Pendant cette période, le club joue de nombreux matchs à Battersea Park et fait du Kennington Oval son terrain semi-officiel.

### Cinq succès en Coupe d’Angleterre
Lors de la saison 1870–1871, les Wanderers mettent un terme à leur mauvaise période et retrouvent leur niveau des premières années : ils ne perdent que cinq de leurs trente-sept matchs disputés. Au début de la saison suivante, la fédération anglaise, sur une suggestion d’Alcock, organise la première Coupe d'Angleterre de football, alors appelée Football Association Challenge Cup. La compétition adopte la structure d’une épreuve par élimination directe et est ouverte à tous les membres de la fédération.

#### 1871–1872

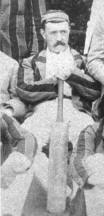
Morton Betts, seul buteur de la première finale.

La toute première coupe d’Angleterre met aux prises quinze équipes, toutes originaires du sud de l’Angleterre. Les deux adversaires de la finale sont les Wanderers et le Royal Engineers Association Football Club. Grâce aux règles en vigueur pour cette première édition de la Cup, les Wanderers se qualifient pour la finale en ne remportant effectivement qu’un seul match lors des quatre tours de qualification. Au premier tour, leur adversaire, le Harrow Chequers FC, équipe constituée d’anciens élèves de Harrow School, déclare forfait. Au deuxième tour, les Wanderers battent le club de Clapham Rovers FC sur le score de 3 buts à 1. En quart de finale, le club affronte Crystal Palace. La rencontre se solde par un match nul et vierge 0–0, mais plutôt que de faire rejouer le match, le règlement de la compétition autorise les deux équipes à disputer automatiquement le tour suivant. En demi-finale, les Wanderers sont opposés à un club écossais, le Queen's Park Football Club, qui s’est qualifié sans jouer le moindre match, ses adversaires ayant tous déclaré forfait et le déplacement en Écosse étant trop long et trop onéreux pour des joueurs officiellement amateurs. Le règlement de la compétition prévoit que toutes les demi-finales doivent se disputer au Kennington Oval à Londres. Le match se termine sur le score de 0 à 0 et les deux équipes doivent jouer un match d’appoint. Les Écossais, dans l'impossibilité de faire une deuxième fois le déplacement de Glasgow vers la capitale anglaise, déclarent forfait, offrant ainsi la qualification pour la finale de la Cup à leurs adversaires.
En finale, les Wanderers sont opposés au Royal Engineers Association Football Club. Le match se dispute le 16 mars 1872 au Kennington Oval devant 2 000 spectateurs et est arbitré par Alfred Stair, membre de l’Upton Park Football Club, équipe éliminée au premier tour de la compétition.
Comme c’est le cas depuis les débuts du football, les deux équipes sont beaucoup plus préoccupées par l’attaque que par la défense : les Engineers alignent sept attaquants et les Wanderers, huit. Dans les rangs des Wanderers, Morton Betts joue la finale sous le pseudonyme de « A. H. Chequer ». Ce nom provient directement du nom du club que les Wanderers ont éliminé au premier tour, Harrow Chequers Football Club, club dont faisait alors partie Betts. D’aucuns ont parlé ensuite de tentative de dissimulation arguant du fait que, faisant partie d’un club au début de la compétition, Betts ne pouvait jouer la finale sous le maillot d’un autre. Cependant il est fort probable que ce ne fut pas le cas. Le règlement des débuts du football, sport strictement amateur à l’époque, ne précisait aucunement qu’un joueur devait signer formellement un contrat avec un club. À la même époque, Cuthbert Ottaway, futur capitaine de l’équipe nationale anglaise, dispute la coupe d’Angleterre avec deux clubs différents lors de deux tours consécutifs, sans que cela provoque le moindre incident.

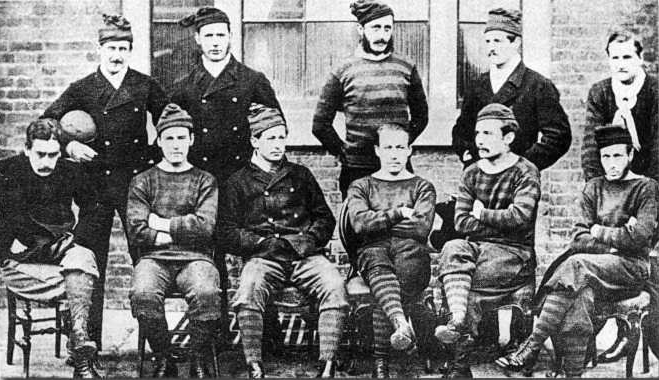
Photo de l’équipe des Royal Engineers en 1871. Huit de ces joueurs ont disputé la première finale de la Coupe d’Angleterre 1872.

Charles Alcock, capitaine des Wanderers, remporte le toss et choisit de positionner son équipe du côté de la tribune Harleyford Road, plaçant ainsi les Enginneers, qui sont considérés au début du match comme les favoris, face au vent et au soleil lors de la première mi-temps. Rapidement, Edmund Creswell, des Royal Engineers, se casse la clavicule lors d’une mêlée. Il refuse de quitter le terrain et est contraint de tenir une place plus ou moins statique en se positionnant au milieu du terrain. Le style pratiqué par les deux équipes est complètement opposé. Les Wanderers mettent toutes leurs forces sur le dribbling, technique de franchissement la plus répandue à l’époque. Les Engineers, de leur côté, développent une technique de passe appelée le « jeu de combinaison », alors très innovante.
Les Wanderers prennent l’avantage après quinze minutes de jeu, quand Betts marque dans un angle fermé après une série de dribbles de Robert Vidal. Selon le règlement en vigueur à ce moment-là, les deux équipes changent de moitié de terrain après chaque but. Bien qu’ils aient à présent le soleil dans le dos, les Engineers n’arrivent pas à recoller au score. Après vingt minutes de jeu, Alcock marque un nouveau but, mais celui-ci est refusé parce que Charles Wollaston a touché la balle de la main. Les Wanderers maintiennent la pression sur le but de leur adversaire ; il ne tient qu’à William Merriman, le gardien des Royal Engineers, d’empêcher une déroute. Un journal qualifie d’ailleurs sa performance de « parfaite ».
Malgré un baroud d’honneur des Engineers, les Wanderers conservent leur avantage et remportent le match sur le score de 1 but à 0. The Field décrit le match comme « le plus intense et le plus dur match qu’on ait jamais vu à l’Oval ». Le journal ajoute que les Wanderers ont proposé « un jeu individuel comme collectif parmi les meilleurs qu’on ait jamais vu en football ».

#### 1872–1873

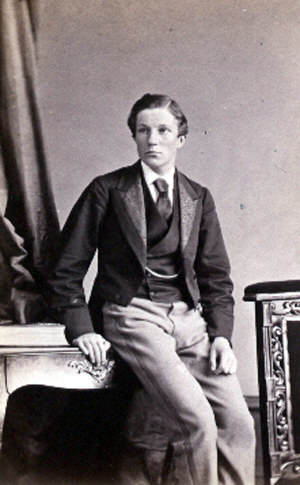
Reginald Courtenay Welch, gardien de but des Wanderers lors des deux premières victoires en FA Cup.

En tant que tenant du titre, le Wanderers Football Club est directement qualifié pour la finale de la compétition, ainsi que le prévoit le règlement de la Coupe d’Angleterre. Cette règle met en application l’idée fondatrice de la compétition selon laquelle le tenant du titre est confronté à la meilleure des autres équipes, reprenant de fait le schéma d’organisation d’une autre compétition sportive bien plus ancienne, la Coupe de l'America, qui oppose le tenant du titre ou defender, ici les Wanderers, au vainqueur de la compétition permettant de départager les challengers, ici le finaliste Oxford University.
Oxford University se qualifie pour la finale en battant successivement Crystal Palace, Clapham Rovers, les Royal Engineers, finalistes de l’année précédente, Maidenhead United en quart de finale et les Écossais de Queen's Park FC par forfait en demi-finale,.
La finale se dispute le même jour que The Boat Race, la grande compétition d’aviron entre Oxford et Cambridge. La décision est alors prise de disputer la partie le matin, afin de permettre aux spectateurs d’assister aux deux évènements sportifs. Les Wanderers étant les tenants du titre, il leur revient de choisir le stade où se déroule la finale. N’ayant pas de terrain attitré, ils choisissent le Lillie Bridge Grounds, dans le quartier de West Brompton.
Au coup d'envoi du match, les deux équipes se trouvent fortement handicapées par l’absence de nombreux titulaires. Le gardien de but habituel d’Oxford, Charles Nepean, est indisponible. Du côté des Wanderers, quatre joueurs, dont Thomas Hooman et William Crake, tous deux membres de l’équipe victorieuse l’année précédente, sont absents.
Oxford domine les premières minutes de la partie, notamment grâce aux percées énergiques d’Arnold Kirke-Smith. Le journal The Sportman note dans son compte-rendu que « toute l’équipe joue ensemble et avec beaucoup d'énergie ». Néanmoins, les premiers à avoir l’occasion de marquer un but sont les Wanderers, lorsque William Kenyon-Slaney propulse le ballon au fond des filets oxfordiens ; mais le but est refusé par le juge de touche pour un hors-jeu. À la 27e minute, le capitaine des Wanderers, Arthur Kinnaird, que la presse déclarera meilleur joueur du match, donne l’avantage à son équipe. Oxford n’arrive pas à recoller au score. Dans une tentative désespérée et inhabituelle pour marquer un but, Oxford décide de se passer de gardien de but et place Andrew Leach en position d’attaquant. Cette tactique s’écroule à la 80e minute, quand Charles Wollaston donne définitivement l’avantage aux Wanderers en marquant un deuxième but. Le correspondant du magazine The Field déclare que « le but aurait pu être évité si un joueur avait été dans le but ». Le Wanderers Football Club remporte ainsi sa deuxième coupe d’Angleterre consécutive. Après la compétition la fédération anglaise change les règles en abandonnant la formule de challenge cup pour mettre en place une formule ne prévoyant pas que le vainqueur de la compétition précédente soit qualifié directement pour la finale. Les Wanderers doivent donc, comme toutes les autres équipes, gagner sur le terrain leur éventuelle place en finale.

#### 1875–1876

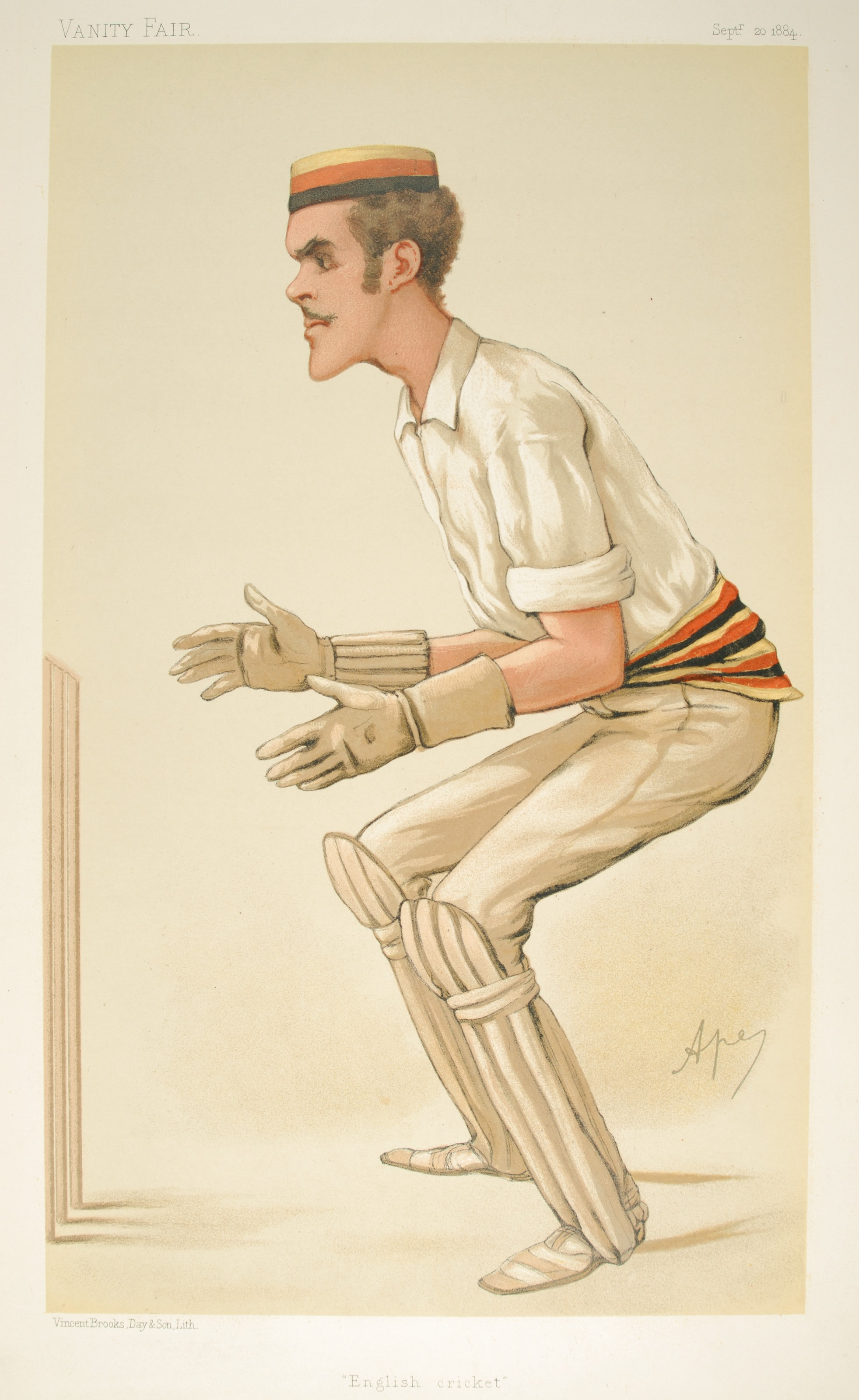
Alfred Lyttelton joueur d’Old Etonians FC et qui est aussi un joueur de première classe en cricket. Caricature publiée dans Vanity Fair en 1884.

Après une élimination en quart de finale en 1873–1874 dans un match-revanche contre Oxford, puis l'année suivante au même stade et contre la même équipe, les Wanderers retrouvent les feux de la rampe lors de la coupe d’Angleterre 1875–1876 en se qualifiant de nouveau pour la finale. Ils sont cette fois-ci opposés à l’Old Etonians Football Club, club formé d’anciens étudiants d’Eton College qui participent à leur deuxième finale consécutive : ils avaient été battus l’année précédente par les Royal Engineers.
Les deux futurs finalistes commencent la compétition au premier tour en accueillant à domicile leurs adversaires,. Au premier tour de l’épreuve, les Wanderers battent facilement l’équipe du régiment des 1st Surrey Rifles sur le score de 5 buts à 0, puis ils se débarrassent du Crystal Palace 3 à 0. En quart de finale, ils affrontent le plus ancien club de l’histoire du football, le Sheffield Football Club, et se qualifient pour le tour suivant en le battant par 3 buts à 0. Les deux demi-finales ont lieu à l’Oval. Les Etonians l’emportent face aux vainqueurs de l’édition 1874, Oxford University, tandis que les Wanderers éliminent de leur côté le Swifts Football Club sur le score de 3 à 1.
La finale du 11 mars 1876 a la particularité d’être disputée par trois fratries différentes, les Heron (Francis et Hubert) pour les Wanderers, les Lyttleton (Edward et Alfred) et les Meysey-Thompson (Charles et Albert) pour Old Etonians. La dernière paire propose toutefois un cas particulier puisque la famille n’a adopté définitivement la double dénomination qu’en 1874 et que pour l’occasion Albert a joué sous le nom de Thompson et son frère Charles sous celui de Meysey. Ce match constitue encore aujourd’hui la seule occasion de voir plus de deux fratries disputer la même finale de la Cup. Old Etonians compte par ailleurs dans son effectif plusieurs anciens joueurs des Wanderers : Julian Sturgis, Alexander Bonsor et surtout Arthur Kinnaird, le capitaine victorieux de la Cup 1873.
Les Wanderers commencent le match avec deux défenseurs, deux milieux de terrain et six attaquants. Les Etonians ont un système un peu plus offensif, avec un seul défenseur et sept attaquants. Le match est disputé devant 3 500 spectateurs, ce qui constitue alors un record pour une finale de Cup, et se déroule par un fort vent. Les Wanderers, qui ont gagné le toss, choisissent de jouer la première mi-temps avec le vent dans le dos. Ils dominent largement l’entame du match, mais les Etonians arrivent à les tenir à distance jusqu’à la 35e minute, quand Wollaston échappe à Thompson et passe la balle à John Hawley Edwards qui donne l’avantage aux Wanderers d’un tir sous la barre transversale. En deuxième mi-temps, Old Etonians, qui a désormais vent favorable, domine la partie. Dès la reprise, les Etonians refont leur retard : un corner provoque une « mêlée » (à cette époque, ce terme désigne un groupe de joueurs qui luttent pour la possession de la balle) face aux buts des Wanderers. La mêlée est si indécise que la balle franchit la ligne de but en même temps qu’un certain nombre de joueurs qui, emportés dans leur élan, font tomber les buts. Les sources modernes accordent le but à Alexander Bonsor , mais les comptes-rendus de l’époque comme ceux de The Sporting Life ou de Bell's Life in London ne font mention d’aucun nom et attribuent le but à la mêlée qui s’est constituée dans les cages.

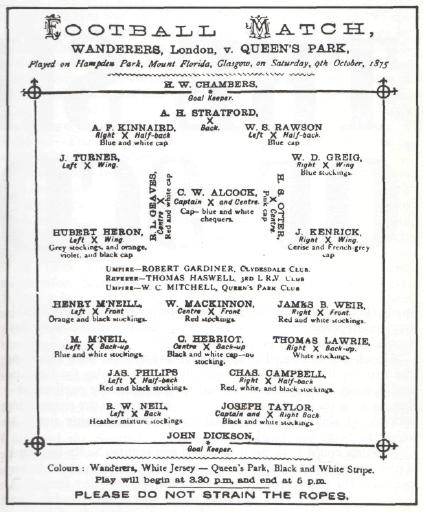
Programme d'un match entre les Wanderers et le club écossais du Queen's Park FC.

Aucune des deux équipes n’arrive à marquer un deuxième but et le match se termine sur ce score de parité. Un match d’appui doit donc être organisé pour désigner le vainqueur de la compétition.
Ce match d’appui a lieu au même endroit la semaine suivante. Les Wanderers se présentent avec la même composition d’équipe, tandis que les Etonians alignent une équipe largement modifiée, avec quatre nouveaux joueurs et deux joueurs diminués, comme Kinnaird qui se ressent toujours d’un choc subi lors de la première finale. Le temps ce jour-là est particulièrement froid, avec risque de neige. Les Etonians entament le match de façon rugueuse. De nombreux joueurs sont sanctionnés pour avoir touché le ballon avec les mains. Après une demi-heure de jeu, les attaquants des Wanderers accentuent leur pression sur les cages adverses. C’est Wollaston qui ouvre la marque en battant Quentin Hogg, le gardien de but des Etonians. Presque immédiatement après, Thomas Hughes double la mise et conforte l’avance des Wanderers. Au début de la deuxième mi-temps, Edwards, Heron et Kenrick combinent parfaitement et vont offrir à Hughes son deuxième but de l’après-midi. Même si W. D. O. Greig, le gardien des Wanderers, est mis à contribution à plusieurs reprises, Old Etonians n’arrive pas à réduire le score et doit finalement s’incliner sur le score de 3 buts à 0. Le Wanderers football Club remporte ainsi sa troisième Coupe d’Angleterre en cinq éditions.

#### 1876–1877
Les Wanderers défendent le trophée acquis l’année précédente. Ils passent le premier tour sans jouer car leur adversaire, le Saffron Walden Town FC, déclare forfait. Au deuxième tour, les Wanderers qui jouent à domicile écrasent le Southall FC sur le score de 6 buts à 0. Au tour suivant, ils battent le Pilgrims FC 3 buts à 0 et se qualifient ainsi pour les quarts de finale.
À ce stade de la compétition, cinq équipes restent en lice dont trois anciens vainqueurs. Les Wanderers, tenants du titre, obtiennent le droit d’accéder directement aux demi-finales. En demi-finale, c’est au tour d’Oxford d’être exempté. Les deux dernières équipes, les Wanderers et Cambridge University s’affrontent donc. Les Wanderers l’emportent sur le score d’1 but à 0. L’équipe se qualifie donc pour sa deuxième finale consécutive en n’encaissant aucun but lors de la compétition.
La finale se déroule une nouvelle fois au Kennington Oval. Les deux adversaires se présentent avec le même schéma tactique : deux défenseurs, deux milieux et six attaquants, restant ainsi dans les canons en vigueur cette année-là. Arthur Kinnaird joue gardien de but pour ce match, alors qu’il occupait un poste d’attaquant pour ses trois premières finales. Le poste de gardien de but n’est pas considéré dans les premiers temps du football comme un poste à spécialisation, les joueurs alternant régulièrement entre le jeu dans les cages et un poste sur le terrain. Comme en 1876, le temps est très mauvais avec pluie et grésil qui gênent les joueurs.
La partie commence de façon désastreuse pour le Wanderers Football Club. Ses joueurs semblent désorientés, ce qui pour le correspondant du Sportman est « vraiment inhabituel par rapport à leurs matchs précédents ». À la quinzième minute de jeu, Oxford bénéficie d’un corner. Evelyn Waddington le tire. Kinnaird attrape la balle mais retombe malencontreusement à l’intérieur de ses buts pour en ressortir aussitôt. Les Oxfordiens protestent immédiatement et après consultation de ses assistants, l’arbitre accorde le but. Peu après, Wollaston se blesse. Comme il n’est pas possible de faire entrer un remplaçant, il échange son poste avec Kinnaird. Les Wanderers accentuent la pression sur le but adverse afin d’égaliser. Francis Birley frappe un coup franc indirect qui finit sa course dans les buts d’Oxford. Comme personne n’a touché le ballon, le but est justement refusé. Alors qu’il ne reste que quatre minutes à jouer, Hubert Heron fait une percée au sein de la défense d’Oxford que le journal The Field qualifiera de « course splendide » et passe le ballon à Kenrick qui élimine le gardien adverse et marque le but égalisateur qui envoie les deux équipes en prolongation. Dès le début de la prolongation, les Wanderers reprennent l’avantage : au bout de sept minutes de jeu, William Lindsay tire au but, mais la balle, repoussée par un défenseur, lui revient dessus. Il tire de nouveau et bat Allington, le gardien d’Oxford. Il offre ainsi la victoire à son club et lui permet de conserver son trophée.
Quelque temps après le match, Kinnaird affirme devant les membres du conseil de la fédération anglaise de football, dont il fait lui aussi partie, qu’à son avis la balle n’a jamais franchi la ligne de but au moment de l'ouverture du score. En dépit du fait que l’arbitre a bel et bien validé le but et des nombreux rapports de presse faisant valoir que le ballon a bien franchi la ligne, les acolytes de Kinnaird à la fédération prennent parti pour sa version des faits. Ils décident d’annuler le but d’Oxford et enregistrent comme score officiel de la finale 2–0 en faveur des Wanderers. Pendant un siècle, toutes les sources parlent donc de ce nouveau score de deux buts à zéro, mais sans expliquer l’existence d’une prolongation. Dans les années 1980, après de nouvelles recherches dans les archives faites par les historiens du football, la FA rétablit le but d’Oxford dans les registres officiels.

#### 1877–1878

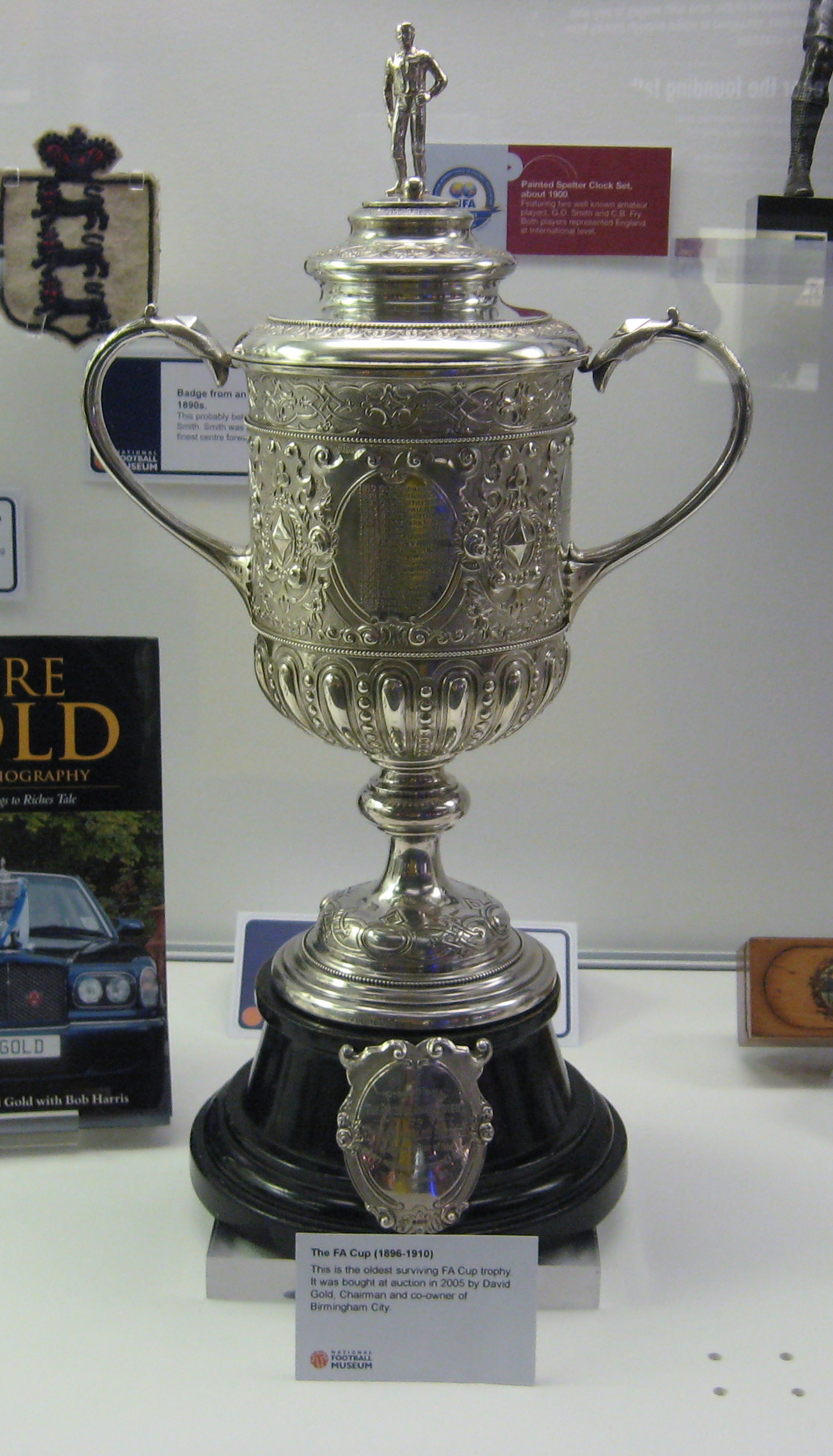
Le trophée de la Coupe d’Angleterre.

Le Wanderers Football Club, qui vient de remporter sa quatrième Coupe d’Angleterre, est le grand favori de l’édition 1877–1878. Lors de la première finale, le club avait affronté le Royal Engineers Association Football Club. Pour la cinquième finale des « vagabonds », c’est de nouveau cette équipe qui est son adversaire.
Les deux équipes connaissent un début de compétition particulièrement facile. Au premier tour, les Wanderers sont opposés au Panthers FC qu’ils battent facilement sur le score de 9 buts à 1. Les Royal Engineers sont quant à eux directement qualifiés pour le deuxième tour, car leur adversaire Highbury Union déclare forfait. Le deuxième tour est tout aussi simple pour les deux équipes : les Wanderers écartent High Wycombe sur le score de 9 buts à 0 et les Engineers se débarrassent du Pilgrims FC par 6 buts à 0. Le troisième tour est plus compliqué pour les Wanderers. Leur adversaire, Barnes FC, obtient le match nul à l’Oval. Néanmoins, lors du match d’appui, Barnes cède et perd sur le score de 4 buts à 1. Les Engineers battent de leur côté les Gallois du Druids FC par 8 buts à 0,. Au quatrième tour, les Engineers ont besoin de trois matchs pour se débarrasser d’Oxford et les Wanderers battent plus facilement le Sheffield FC 3 à 0. Ils sont exemptés de demi-finales et sont directement qualifiés pour la finale. Les Royal Engineers, qui ne sont pas exemptés, battent Old Harrovians 2–1.
Les Wanderers étant les favoris de la compétition, ils le sont bien sûr lors de la finale. Ils gagnent le toss et comme ils l’ont toujours fait, choisissent de débuter côté Harleyford Road. Le match se déroule devant environ 4 500 spectateurs, ce qui constitue alors le record d’affluence pour une finale de Cup. Les deux équipes se présentent avec le même schéma tactique : deux défenseurs, deux milieux et six attaquants. Les capitaines d’équipe sont Kinnaird pour les Wanderers et Hedley pour les Engineers.
Le tenant du titre domine le jeu dès les premiers instants de la partie et c’est Kinnaird qui déclenche le premier tir de la partie. À la cinquième minute du match, Henry Wace centre depuis son aile et trouve Kenrick qui propulse la balle dans les buts de Lovick Friend, le gardien des Engineers. Près de dix minutes plus tard, le gardien de but des Wanderers James Kirkpatrick se casse un bras lors d’une empoignade sur la ligne de but. Il réussit néanmoins à repousser le ballon. Il reste ensuite sur le terrain avec sa blessure jusqu’à la fin du match. À la vingtième minute, les Royal Engineers égalisent. Certaines sources donnent pour buteur William George Morris,, toutefois les journaux contemporains de l’événement, The Field, Sporting Life et Bell’s Life in London, relatent tous qu’en réalité, Morris a fait une remise en jeu qui a abouti à une mêlée qui a elle-même permis au ballon de franchir la ligne de but. Avant la fin de la première mi-temps, les Wanderers reprennent l’avantage. Ils bénéficient d’un coup franc ; Kinnaird le tire et marque le deuxième but de son équipe,. En début de deuxième période, le capitaine des Engineers marque un but immédiatement refusé par l’arbitre en application de la règle du hors-jeu. À la soixante-cinquième minute, les Wanderers prennent définitivement le dessus sur leur adversaire. Kenrick marque son deuxième but de l’après-midi en profitant d’une belle action d’Hubert Heron.
Comme c’est la tradition, le trophée n’est pas remis à l’équipe victorieuse au terme de la partie, mais bien plus tard, habituellement à l’occasion du dîner annuel du club. Cette tradition durera jusqu’en 1882. Le règlement de la compétition prévoit que le trophée revienne définitivement au premier club qui remporte la compétition trois fois de suite, comme c’est alors le cas du Wanderers Football Club. Mais lors de la remise du trophée, le secrétaire des Wanderers Charles Alcock rend la coupe à la fédération, à la condition qu’aucune équipe à l’avenir ne puisse plus conserver ce trophée.
La seule autre équipe à avoir remporté la Coupe d'Angleterre trois fois d’affilée est le Blackburn Rovers Football Club, entre 1884 et 1886. À cette occasion, il s’est vu remettre un bouclier commémorant son triplé.
Trois semaines après la victoire en Coupe d’Angleterre, les Wanderers disputent un match contre le club écossais de Vale of Leven Football Club au Kennington Oval. Ce match est considéré comme la finale officieuse du championnat de Grande-Bretagne, puisqu’il oppose le vainqueur de la Coupe d’Angleterre au vainqueur de la Coupe d’Écosse. Devant 2 000 spectateurs, les Wanderers s’inclinent sur le score de 3 buts à 1, au terme d’un match que les observateurs de l’époque ont qualifié de performance inhabituellement faible de leur part.

### Déclin et disparition
Le club des Wanderers décline rapidement après l’obtention du triplé en Coupe d’Angleterre. Après 1878, les anciens élèves de chacune des grandes écoles créent leurs propres équipes ou intègrent des clubs toujours plus nombreux, notamment dans le nord de l'Angleterre. Les nouveaux pratiquants préfèrent alors jouer pour leurs écoles respectives. Le réservoir de joueurs des Wanderers se réduit donc de manière drastique pour la saison 1878–1879. L’équipe est alors éliminée dès le premier tour de la Coupe d’Angleterre sur le score de 7 à 2 par les Old Etonians emmenés par Kinnaird. Malgré cette défaite, les Wanderers restent un club de référence à Londres. Ses joueurs restent sélectionnés en équipe nationale : Henry Wace est sélectionné à deux reprises contre l’Écosse et le pays de Galles et ses dirigeants, Alcock et Kinnaird sont tous deux désignés juges de touche pour ces matchs internationaux. Mais surtout les Wanderers sont choisis pour disputer avec les Clapham Rovers le premier match londonien en nocturne le 5 novembre 1879. Une telle expérience avait déjà eu lieu à Sheffield quelques semaines plus tôt. Le match, disputé au Kennington Oval sous l'égide de la fédération anglaise de football et du Surrey County Cricket Club se termine sur le score de deux buts partout.
La saison suivante, les Wanderers réussissent à se qualifier pour le troisième tour de la Cup avant de perdre une nouvelle fois face aux Etonians. L'équipe est vieillissante, et seuls cinq membres de l'équipe victorieuse en 1878 sont toujours présents. Après cette défaite, la plupart des joueurs quittent le club. Le club essaye de se relancer pour la saison 1880–1881, mais il est rapidement obligé de se retirer de la Coupe d’Angleterre, étant incapable de constituer une équipe en bonne et due forme pour le premier tour de la compétition. Après 1881, les Wanderers réduisent leur activité à l’organisation d’un seul match par an, disputé le jour de Noël contre Harrow School. En 1882 une fédération londonienne de football est formée. Elle est chargée de gérer le football au niveau local. Les Wanderers font partie des cinquante deux clubs fondateurs.
La date exacte de la disparition du club est aujourd’hui floue. Un livre publié par le journal The Sportsman avance que le club disparait en 1884. Toutefois, un match remporté 3 buts à 1 par Harrow sur son terrain est chroniqué dans The Times en décembre 1887. Il n'est plus fait mention du club après cette date.

### Reformation

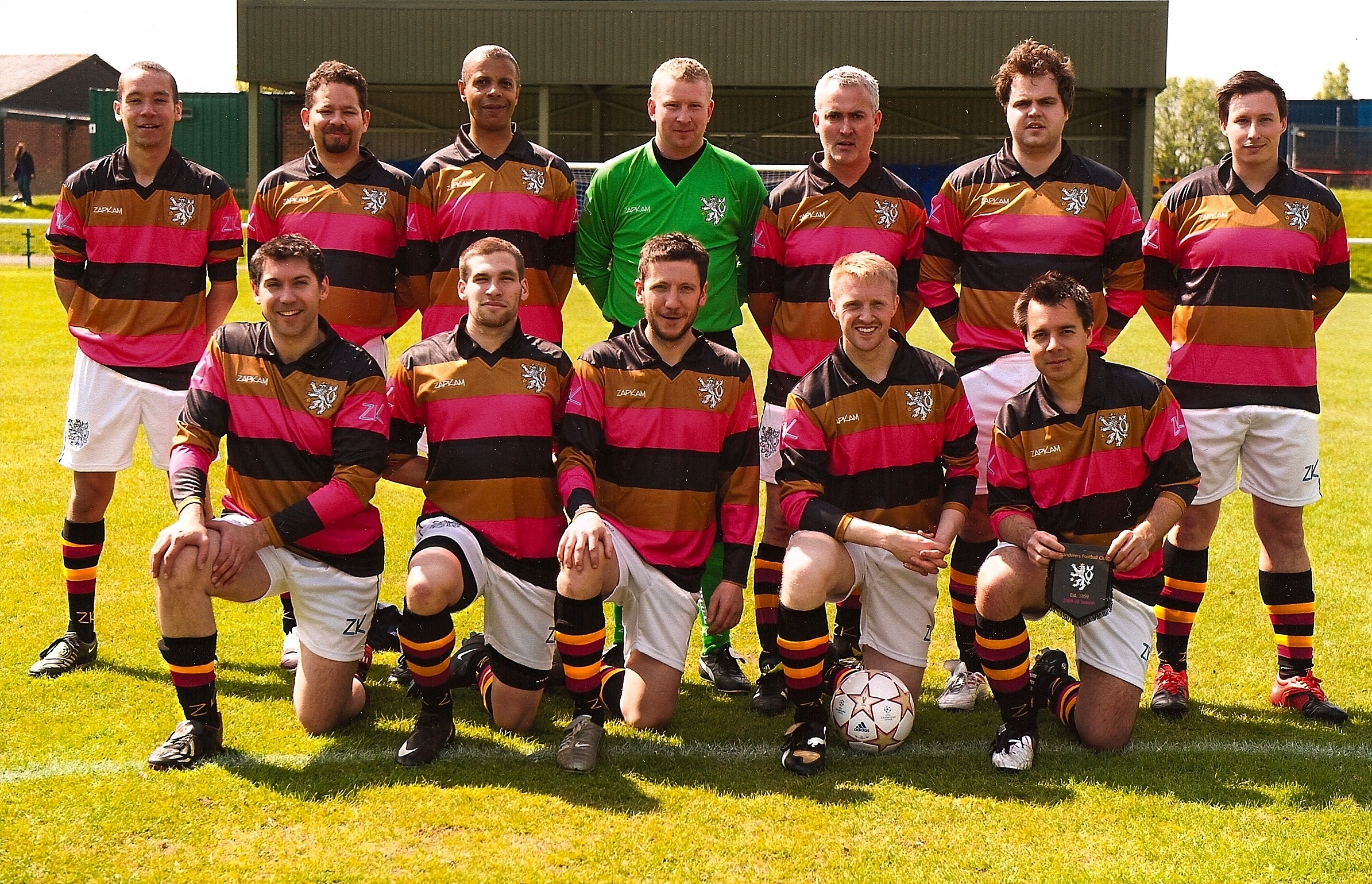
Nouvelle équipe des Wanderers qui joue en mai 2010 contre le Royal Engineers AFC.

En 2009, 122 ans après le dernier match connu des Wanderers, le club reprend vie à Londres. Cette résurrection se fait avec l’aval des descendants de ceux qui ont créé le club au XIXe siècle. La nouvelle entité est créée dans l’intention de ne disputer que des matchs caritatifs,. Le club collecte des fonds principalement pour l'UNICEF.
En 2011, le club s’engage en Surrey South Eastern Combination. Le meilleur championnat de cette ligue amateur se situe au douzième niveau des compétitions de football en Angleterre.

## Couleurs et symboles
Les couleurs du maillot du club ne sont pas connues avec certitude, car il n’existe aucune photo de l’équipe à l’époque de sa splendeur. Néanmoins, l’imaginaire collectif a retenu les couleurs orange, violet et noir, qui ont effectivement été portées par le club pendant une partie de son existence. Une réplique du maillot avec des bandes horizontales de ces trois couleurs est commercialisée. Cette reconstitution est tout à fait plausible, car les bandes horizontales étaient très utilisées sous l’ère victorienne.
Le programme édité lors du match de 1875 à Glasgow contre le Queen's Park Football Club indique que les Wanderers jouent en blanc. En l’absence de numérotation (qui n'apparaît que soixante ans plus tard), les joueurs sont identifiés par la couleur de leurs chaussettes ou de leur casquette. Alcock et Kinnaird sont ainsi listés comme arborant une casquette bleue et blanche, tandis que Jarvis Kendrick porte une casquette cerise et grise, couleurs de son ancien club, le Clapham Rovers Football Club.
Le blason moderne du club dérive de celui de la Harrow School. Il est possible qu’il ait été floqué sur le maillot de l’équipe originelle.
| 1856 · Forest FC | 1872 · Wanderers FC | 2011-2012 · à domicile |

## Organisation

### Joueurs

#### En club
Rob Cavallini a recensé cent soixante-et-onze joueurs ayant joué au moins un match sous les couleurs du Wanderers Football Club et de son prédécesseur le Forest FC. Il est capable de donner des statistiques pour cinquante-cinq d'entre eux.
| #  | Nom                      | Période   | Matchs | Buts |
| -- | ------------------------ | --------- | ------ | ---- |
| 1  | Charles Alcock           | 1861-1876 | 199    | 82   |
| 2  | Arthur Kinnaird          | 1866-1883 | 80     | 26   |
| 3  | Charles Wollaston        | 1871-1881 | 75     | 40   |
| 4  | Alfred Stratford         | 1873-1881 | 70     | 2    |
| 5  | Charles Mansfield Tebbut | 1861-1871 | 59     | 2    |
| 6  | James Kirkpatrick        | 1866-1878 | 58     | 2    |
| 7  | Albert Meysey-Thompson   | 1863-1874 | 56     | 4    |
| 8  | A. J. Baker              | 1864-1871 | 58     | 15   |
| 9  | Jarvis Kenrick           | 1873-1879 | 51     | 20   |
| 10 | Reginald Courtenay Welch | 1869-1879 | 48     | 0    |
| 11 | Edward Bowen             | 1865-1884 | 46     | 4    |
| 12 | C. F. Reid               | 1865-1872 | 44     | 3    |
| 13 | Hubert Heron             | 1873-1878 | 43     | 15   |
| 14 | Frederick Green          | 1874-1879 | 42     | 2    |
| 15 | Gilbert George Kennedy   | 1866-1874 | 41     | 8    |
| 16 | Charles Ashpitel Denton  | 1871-1880 | 41     | 12   |
| 17 | Thomas Hooman            | 1868-1873 | 40     | 10   |
| 18 | Henry Wace               | 1870-1881 | 38     | 18   |
| 19 | Francis Birley           | 1873-1877 | 32     | 1    |

| #  | Nom                   | Période   | Matchs | Buts |
| -- | --------------------- | --------- | ------ | ---- |
| 20 | C. L. Huggins         | 1868-1874 | 32     | 10   |
| 21 | Quintin Hogg          | 1865-1871 | 31     | 1    |
| 22 | Charles John Chenery  | 1870-1877 | 30     | 5    |
| 23 | Morton Betts          | 1870-1883 | 26     | 9    |
| 24 | A. Borwick            | 1868-1874 | 26     | 5    |
| 25 | Frederick Maddison    | 1874-1880 | 26     | 8    |
| 26 | Robert Vidal          | 1869-1877 | 25     | 7    |
| 27 | William Lindsay       | 1875-1880 | 24     | 1    |
| 28 | Alexander Morten      | 1865-1875 | 24     | 0    |
| 29 | H. Emmanuel           | 1866-1874 | 24     | 3    |
| 30 | W. D. O. Greig        | 1873-1877 | 23     | 2    |
| 31 | William Crake         | 1870-1874 | 22     | 3    |
| 32 | W. J. Dixon           | 1866-1870 | 22     | 3    |
| 33 | Edward H. Elliot      | 1871-1873 | 22     | 0    |
| 34 | Edgar Lubbock         | 1866-1874 | 22     | 2    |
| 35 | P. Rhodes             | 1866-1871 | 22     | 1    |
| 36 | John Hardinge Giffard | 1868-1875 | 22     | 3    |
| 37 | John B. Martin        | 1865-1870 | 21     | 11   |
| 38 | John Wylie            | 1875-1879 | 21     | 9    |

| #  | Nom                     | Période   | Matchs | Buts |
| -- | ----------------------- | --------- | ------ | ---- |
| 39 | Thomas Hughes           | 1875-1883 | 20     | 4    |
| 40 | A. M. Tebbut            | 1861-1867 | 20     | 3    |
| 41 | Robert Barker           | 1872-1880 | 20     | 2    |
| 42 | Francis Heron           | 1874-1878 | 19     | 5    |
| 43 | C. W. Stephenson        | 1869-1872 | 19     | 0    |
| 44 | Thomas Pelham           | 1868-1872 | 19     | 6    |
| 45 | Alexander Bonsor        | 1871-1873 | 18     | 7    |
| 46 | Robert Kingsford        | 1872-1875 | 18     | 10   |
| 47 | T. N. Tyndale           | 1878-1880 | 18     | 2    |
| 48 | Joseph Yates            | 1867-1869 | 17     | 1    |
| 49 | F. Stileman             | 1869-1871 | 17     | 0    |
| 50 | Henry H. Stewart        | 1872-1873 | 12     | 0    |
| 51 | Charles Thompson        | 1872-1873 | 7      | 0    |
| 52 | Julian Sturgis          | 1872-1875 | 7      | 0    |
| 53 | William Kenyon-Slaney   | 1872-1874 | 3      | 1    |
| 54 | John Hawley Edwards     | 1874-1876 | 3      | 2    |
| 55 | Leonard Sidgwick Howell | 1873-1873 | 2      | 0    |

#### En équipe nationale
Entre 1870 et 1872, la fédération anglaise de football organise cinq matchs tests entre équipes composées de joueurs provenant respectivement d’Angleterre et d’Écosse. Ces matchs ont lieu à Londres au Kennington Oval et sont organisées par Charles Alcock. Ces cinq matchs sont les précurseurs des matchs internationaux modernes. Charles Alcock étant à la base de l’organisation de ces rencontres disputées à Londres, les clubs londoniens fournissent logiquement les joueurs et les Wanderers est le club le mieux représenté. Lors du premier match disputé le 5 mars 1870, treize des vingt-deux joueurs sont membres du Wanderers Football Club : dix en équipe d’Angleterre (Alcock, Bowen, Baker, Crake, Freeth, Lubbock, Nash, Smith, Thornton et Vidal) et trois en équipe d'Écosse (Kinnaird, Kirkpatrick et Morten).
L'histoire officielle des équipes nationales de football commence à l'automne 1872. En tant que club majeur des premières années du football à Londres, le Wanderers Football Club fournit de nombreux joueurs à l'équipe d'Angleterre de football mais aussi aux autres équipes britanniques. Lors du premier match international officiel de football, disputé le 30 novembre 1872 contre l'Écosse, les Wanderers sont représentés par Reginald Courtenay Welch qui joue défenseur alors qu'il est généralement gardien de but dans son club.
Entre 1872 et 1880, dix-sept joueurs des Wanderers sont sélectionnés en équipe nationale ; quinze pour l'Angleterre,, C. W. Alcock (1 cape), Francis Birley (1), Alexander Bonsor (2), Frederick Green (1), Francis Heron (1), Hubert Heron (3), Leonard Howell (1), William Kenyon-Slaney (1), Robert Kingsford (1), William Lindsay (1), Alfred Stratford (1), Henry Wace (3), Reginald Courtenay Welch (1), Charles Wollaston (4) et John Wylie (1), un en équipe nationale écossaise, Arthur Kinnaird et un en équipe du pays de Galles de football, John Hawley Edwards. Edwards est d'ailleurs un des deux seuls joueurs à avoir évolué à la fois sous les couleurs anglaises et galloises, avant de devenir le premier trésorier de la fédération galloise. Le 4 mars 1876, à l'occasion d'un match contre l’Écosse, Francis et Hubert Heron forment la première fratrie à jouer sous le maillot anglais.
Quatre autres joueurs ont été sélectionnés en équipe nationale anglaise alors qu’ils évoluaient sous d’autres couleurs, mais ont été membres du club auparavant : Alexander Morten (1 cape), Edward Hagarty Parry (3), John Rawlinson (1) et Francis Sparks (3).

### Dirigeants
Le premier secrétaire du Wanderers Football Club est A. W. Mackenzie qui occupe la charge de 1859 à 1864. Charles Alcock lui succède entre 1864 et 1875. Viennent ensuite Jarvis Kenrick de 1875 à 1879 et Charles Wollaston de 1879 à 1883.
Après la recréation du club au début du XXIe siècle, c’est Mark Wilson qui occupe la charge de secrétaire.

### Stades
Comme leur nom l’indique, les Wanderers sont des vagabonds. Le club n’a jamais eu de stade attitré.
Les Wanderers jouent tout d’abord à Snaresbrook, un district du nord-est de Londres en bordure de l’Epping Forest. L’équipe joue sur un terrain proche des deux orphelinats de la région, l’Infant Orphan Asylum de Snaresbrook et le Merchant Seaman’s Orphan Asylum du district voisin de Wanstead.
Entre 1859 et 1887, les Wanderers jouent sur différents stades dans toute l’agglomération londonienne. Les principaux sont le Kennington Oval dans lequel 151 matchs sont disputés, Vincent Square (31), Harrow (23), Harrow School (15) et Clapham Common (12). Battersea Park est régulièrement cité comme terrain habituel du Wanderers Football Club, mais c'est une erreur : l'équipe n'y a joué que 10 matchs entre 1864 et 1867.

## Statistiques et records
Même si les statistiques sont incomplètes, il est généralement admis que Charles Alcock est le joueur qui a disputé le plus de matchs pour le club avec 199 apparitions. Il est aussi le meilleur buteur du club, ayant marqué au moins 82 buts. Il est aussi considéré comme le meilleur buteur sur une seule saison avec 17 buts marqués en 1870-1871, parmi lesquels un quadruplé marqué lors d’un match remporté 6 à 1 contre Civil Service FC. Néanmoins, le record de buts marqués par un seul joueur lors d’une rencontre des Wanderers est détenu par R. K. Kingsford, qui a marqué cinq buts contre Farningham en 1874. Julian Sturgis participe à la victoire en finale de la Coupe d'Angleterre 1872-1873. Il est ainsi le premier joueur américain à disputer et à remporter une finale de coupe d'Angleterre.
Ce match contre Farningham, remporté 16 à 0, est la plus large victoire du club et le seul score à plus de 10 buts pour les Wanderers. Il a eu lieu lors du premier tour de la Coupe d'Angleterre 1874-1875. À l’opposé, la plus grande défaite du club est un 8 buts à 2 contre les Clapham Rovers en 1879. L’écart est le même avec un 6 buts à 0 concédé face au Queen's Park FC en 1876.
Les cinq victoires des Wanderers en Coupe d'Angleterre sont restées un record jusqu’en 1920 et la sixième coupe remportée par Aston Villa. En 2012, seuls huit clubs ont battu le record des Wanderers.
Le Wanderers Football Club a remporté la toute première Coupe d'Angleterre de football de l’histoire. Les Wanderers ont remporté les cinq finales auxquelles ils se sont qualifiés. Le club détient le record du nombre de victoires consécutives avec trois victoires acquises en 1876, 1877 et 1878, avec le Blackburn Rovers Football Club qui a réalisé son triplé dix ans plus tard, entre 1884 et 1886. Son joueur-vedette Arthur Kinnaird détient le record de finales jouées, avec 9 finales à son actif.
| Nom          | Saison    | Matchs | V  | N | D  | Bp | Bc | Meilleur buteur             | Nbre de buts | FA Cup    | Performance     | Remarques               |
| ------------ | --------- | ------ | -- | - | -- | -- | -- | --------------------------- | ------------ | --------- | --------------- | ----------------------- |
| Forest FC    | 1861-1862 | 2      | 2  | 0 | 0  | 5  | 0  | J. Pardoe                   | 3            |           |                 |                         |
| *            | 1862-1863 | 4      | 3  | 0 | 0  | 5  | 0  | C. Alcock                   | 4            |           |                 | 1 résultat inconnu      |
| *            | 1863-1864 | 10     | 7  | 3 | 0  | 26 | 2  | C. Alcock                   | 5            |           |                 |                         |
| Wanderers FC | 1864      | 1      | 1  | 0 | 0  | 1  | 0  | -                           | 1            |           |                 |                         |
| Forest FC    | 1864-1865 | 7      | 2  | 0 | 0  | 2  | 0  | -                           | 1            |           |                 | 5 résultats inconnus    |
| Wanderers FC | 1865      | 5      | 2  | 0 | 0  | 3  | 0  | -                           | 1            |           |                 | 3 résultats inconnus    |
| *            | 1865-1866 | 16     | 11 | 4 | 1  | 32 | 8  | J. B. Martin                | 7            |           |                 | première défaite connue |
| *            | 1866-1867 | 16     | 6  | 4 | 5  | 12 | 8  | C. Alcock et P. Thornton    | 2            |           |                 | 1 résultat inconnu      |
| *            | 1867-1868 | 29     | 9  | 8 | 12 | 26 | 27 | C. Alcock                   | 3            |           |                 |                         |
| *            | 1868-1869 | 30     | 12 | 8 | 10 | 48 | 35 | A. Kinnaird                 | 7            |           |                 |                         |
| *            | 1869-1870 | 33     | 14 | 7 | 12 | 47 | 31 | C. Alcock et A. Baker       | 9            |           |                 |                         |
| *            | 1870-1871 | 36     | 21 | 9 | 6  | 57 | 20 | C. Alcock                   | 17           |           |                 |                         |
| *            | 1871-1872 | 33     | 19 | 8 | 6  | 49 | 16 | C. Alcock                   | 10           | 1871-1872 | vainqueur       |                         |
| *            | 1872-1873 | 23     | 11 | 7 | 5  | 43 | 33 | C. Wollaston                | 7            | 1872-1873 | vainqueur       |                         |
| *            | 1873-1874 | 22     | 10 | 2 | 10 | 31 | 35 | C. Wollaston et F. Maddison | 6            | 1873-1874 | quart de finale |                         |
| *            | 1874-1875 | 13     | 7  | 3 | 3  | 53 | 11 | C. Alcock                   | 11           | 1874-1875 | quart de finale |                         |
| *            | 1875-1876 | 22     | 9  | 7 | 6  | 38 | 22 | C. Wollaston                | 5            | 1875-1876 | vainqueur       | 1 résultat inconnu      |
| *            | 1876-1877 | 33     | 23 | 1 | 9  | 79 | 29 | H. Wace                     | 7            | 1876-1877 | vainqueur       |                         |
| *            | 1877-1878 | 22     | 12 | 3 | 3  | 68 | 19 | H. Wace et W. Wylie         | 9            | 1877-1878 | vainqueur       | 3 résultats inconnus    |
| *            | 1878-1879 | 10     | 1  | 4 | 4  | 17 | 24 | J. Kenrick                  | 2            | 1878-1879 | premier tour    | 1 résultat inconnu      |
| *            | 1879-1880 | 20     | 6  | 3 | 6  | 28 | 28 | C. Denton                   | 3            | 1879-1880 | troisième tour  | 5 résultats inconnus    |
| *            | 1880-1881 | 11     | 4  | 0 | 6  | 14 | 18 | 4 joueurs                   | 2            | 1880-1881 | forfait         | 1 résultat inconnu      |
| *            | 1881-1882 | 2      | 1  | 0 | 1  | 2  | 1  | -                           | -            | 1881-1882 | forfait         |                         |
| *            | 1882-1883 | 1      | 0  | 1 | 0  | 1  | 1  | E. Parry                    | 1            |           |                 |                         |
| *            | 1883-1884 | 1      | 1  | 0 | 0  | 6  | 1  | E. Parry                    | 4            |           |                 |                         |
| *            | 1884-1885 | 1      | 1  | 0 | 0  | 3  | 1  | -                           | -            |           |                 |                         |
| *            | 1885-1886 | 0      | 0  | 0 | 0  | 0  | 0  | -                           | -            |           |                 |                         |
| *            | 1886-1887 | 1      | 0  | 0 | 1  | 1  | 3  | -                           | -            |           |                 |                         |